# Old Stratford
Old Stratford – wieś w Anglii, w hrabstwie Northamptonshire, w dystrykcie (unitary authority) West Northamptonshire. Leży 20 km na południe od miasta Northampton i 80 km na północny zachód od Londynu. W 2009 miejscowość liczyła 2077 mieszkańców.